# In paradisum
In paradisum is een gezang dat onderdeel is van het requiem, de uitvaartritus van de Katholieke Kerk. Feitelijk bestaat het uit twee achter elkaar gezongen antifonen, in twee verschillende kerktoonsoorten. De eerste antifoon staat in de zevende modus, de tweede (Chorus angelorum) in de achtste. Het Latijnse gezang wordt doorgaans gezongen na de absoute als de kist met de overledene de kerk wordt uitgedragen. Naast de traditionele gregoriaanse uitvoering, bestaan er verscheidene toonzettingen van latere componisten. De bekendste daarvan is die uit het Requiem van Gabriel Fauré.
De Nederlandse tekst wordt ook vaak gezongen.

## Tekst
| Tekst | Vertaling | Nederlandstalig libretto |
| --- | --- | --- |
| In paradisum In paradisum deducant te angeli; in tuo adventu suscipiant te martyres et perducant te in civitatem sanctam Jerusalem. Chorus angelorum te suscipiat et cum Lazaro, quondam paupere, aeternam habeas requiem. | Ten paradijze Mogen de engelen u geleiden naar het paradijs; dat de martelaren bij uw komst u zullen ontvangen en u binnenleiden in de heilige stad Jeruzalem. Moge het koor van de engelen u ontvangen en moge u met Lazarus, eens een arme, de eeuwige rust ontvangen. | Ten paradijze Ten paradijze geleiden u de engelen; mogen de martelaren u bij uw komst begroeten en u leiden tot in de hemelse stad Jeruzalem. Moge het koor der engelen u ontvangen en moge u met Lazarus, de arme van weleer, voor altijd rusten in vrede. |